# Frederik Rudbek Henrik von Bülow

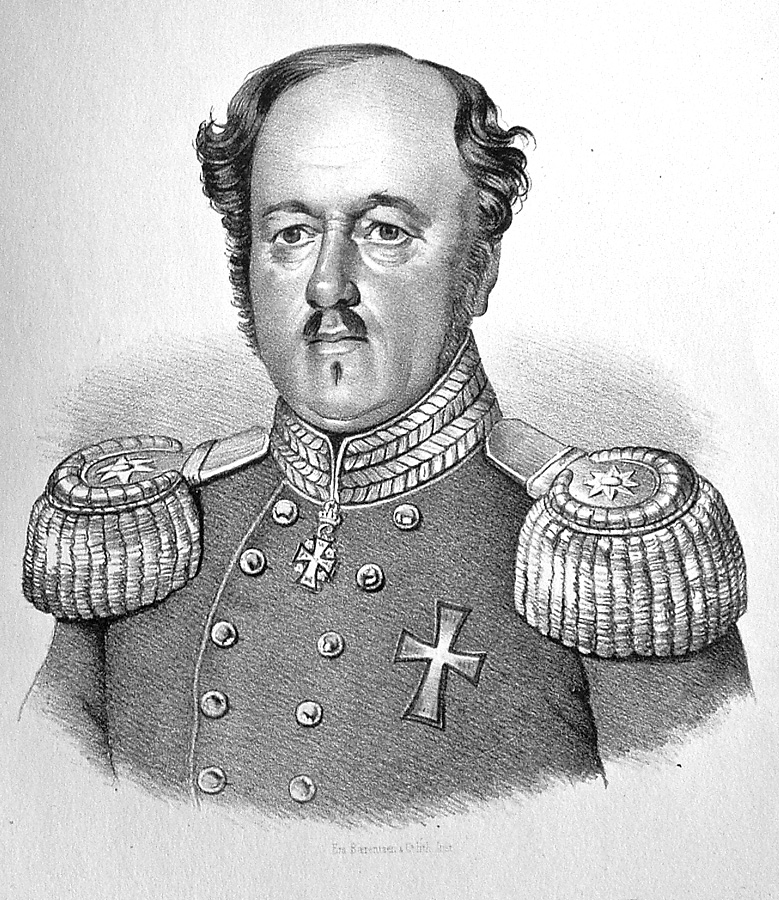
Frederik Rudbek Henrik von Bülow

Frederik Rudbek Henrik von Bülow (* 1791 in Nustrup in Schleswig; † 16. Juni 1858 auf Sandberg) war ein dänischer General.
Bülow trat 1804 als Leutnant in die dänische Armee ein, nahm an dem auf die Belagerung Kopenhagens durch die Engländer im Jahr 1807 folgenden Krieg teil und wurde 1842 Oberstleutnant. Als Brigadegeneral zeichnete er sich 1848 und 1849 gegen die Schleswig-Holsteiner und Bundestruppen aus; seine bedeutendste Leistung war es, dass er die schleswig-holsteinischen Truppen unter General Eduard von Bonin, welche Fredericia belagerten, durch einen Ausfall in der Nacht vom 5. zum 6. Juli 1849 zum Rückzug und zur Aufhebung der Belagerung zwang.
Nach dem Krieg war Bülow kommandierender General in Schleswig, dann auf Seeland. 1855 wurde er zum dänischen Gesandten in London ernannt.
Durch öffentliche Subskription wurde ihm zu Ehren ein Denkmal auf dem Kirchhof von Düppel in Sønderborg errichtet.